# Jegliniec (powiat suwalski)
Jegliniec (lit. Aglinė)  – wieś w Polsce położona w województwie podlaskim, w powiecie suwalskim, w gminie Szypliszki.
Wieś królewska ekonomii grodzieńskiej położona była w końcu XVIII wieku  w powiecie grodzieńskim województwa trockiego. W latach 1975–1998 miejscowość należała administracyjnie do województwa suwalskiego.
W miejscowości tej znajduje się grodzisko jaćwieskie.
W pobliżu miejscowości przebiega granica z Litwą.